# Полянський Олександр (письменник)
Олександр Полянський (1890, Веряця, жупа Угоча, Угорське королівство — 1952, Прага, Чехословаччина, 1952) — українсько-руський педагог, політик, письменник, діяч освіти, родом із Карпатської України.
Олександр Полянський був головою мукачівської «Просвіти», засновником спілки «Учительська громада», редактором місячника «Учительський голос» (1929—1939), автором підручників для народних шкіл. Автор книжки «Оповідання ловця» (1925) и збірника віршів для молоді. Один з засновників літературного альманаху «Трембіта» (1927). Писав карпаторусинським діалектом.
Полянський займав проукраїнську позицію (тобто розглядав карпаторусинів як частину української спільноти) і входив в місцеве керівництво Української соціал-демократичної партії. Перед анексією Підкарпатської Русі переїхав до Праги.